# Thomas Cauwenberghs
Thomas Cauwenberghs (Luik, 22 november 1985) is een voormalige Belgische handbalspeler en tegenwoordig trainer/coach van HC Visé BM.

## Speler loopbaan
Thomas Cauwenberghs begon op 6-jarige leeftijd met handbal bij ROC Flémalle in België. In 1998 verliet Cauwenberghs Flémalle en sloot zich aan bij de HC 200 Ans. Op 17-jarige leeftijd stapte hij over naar het eerste team van Villers dankzij het initiatief van de coach van Pierre Chapaux ten tijde van Villers, maar keerde in 2004 terug naar ROC Flémalle en speelde in de Eerste nationale. In de zomer van 2007 sluit Cauwenberghs aan bij Tongeren waar hij twee keer landskampioen werd en twee keer de nationale bekers won. In 2010 sloot hij zich aan bij Initia Hasselt waarmee hij in 2011 kampioen van België werd en in 2012 de beker won.
De ontmoeting met de coach van het Belgische herenhandbalteam, Yérime Sylla, was een keerpunt in de carrière van Cauwenberghs. Hij verliet Hasselt en tekende voor het eerst in zijn carrière als profspeler bij Angers. De club speelde des tijd in de Frans Pro D2. Na één seizoen vertrok bij Angers en ging naar  Mulhouse HSA. In mei 2014 besloot hij bij Mulhouse HSA weg te gaan om naar US Ivry. De club die al 50 jaar op het hoogste niveau speelt. 
In 2017 verliet Cauwenberghs Ivry en keerde terug naar de Elzas, waar hij een tweejarig contract tekende ten gunste van Sélestat en speelde daar in de Proligue. Kort voor het seizoen tekent hij een nieuw contract voor een extra seizoen bij  Sélestat tot juni 2020. Bij de start van het seizoen 2019-2020 maakt Cauwenberghs bekend dat dit seizoen zijn laatste als profspeler zal zijn. Na de coronacrisis speelt Cauwenberghs zijn laatste wedstrijd van zijn op 11 maart 2020 in Nice.

## Interlands
Thomas Cauwenberghs is voor het eerst geselecteerd voor zijn carrière in de nationale ploeg in juni 2006 voor een dubbele ontmoeting tegen Oostenrijk. Hij had de kans om tijdens zijn internationale carrière tegen enkele van de grootste teams in Europa te spelen (Frankrijk, Zweden, Noorwegen, IJsland, Tsjechië). Hij beëindigde zijn internationale carrière door januari 2018 tegen Nederland.

## Trainers loopbaan
In juli 2020 tekende Cauwenberghs als assistent-coach bij de Belgische club HC Visé BM die in de BENE-League speelde. In 2022 werd de club landskampioen van België. Na het vertrek van Korneel Douven werd Cauwenberghs hoofdtrainer van de Waalse club. 